# Facundo Altamirano
Facundo Altamirano (Rojas, 21 marzo 1996) è un calciatore argentino, portiere del San Lorenzo.

## Carriera
Cresciuto nelle giovanili del Banfield, ha esordito il 20 settembre 2017 in occasione del match perso 3-1 contro il River Plate.

## Statistiche

### Presenze e reti nei club
Statistiche aggiornate al 29 novembre 2024.
| Stagione           | Squadra            | Campionato         | Campionato | Campionato | Coppe nazionali | Coppe nazionali | Coppe nazionali | Coppe continentali | Coppe continentali | Coppe continentali | Altre coppe | Altre coppe | Altre coppe | Totale | Totale | Totale |
| Stagione           | Squadra            | Comp               | Pres       | Reti       | Comp            | Pres            | Reti            | Comp               | Pres               | Reti               | Comp        | Pres        | Reti        | Pres   | Reti   |        |
| ------------------ | ------------------ | ------------------ | ---------- | ---------- | --------------- | --------------- | --------------- | ------------------ | ------------------ | ------------------ | ----------- | ----------- | ----------- | ------ | ------ | ------ |
| 2016-2017          | Banfield           | PD                 | 0          | 0          | CA              | 1               | -2              | -                  | -                  | -                  | -           | -           | -           | 1      | -2     |        |
| 2017-2018          | Banfield           | PD                 | 14         | -16        | CA              | 0               | 0               | CL+CS              | 0                  | 0                  | -           | -           | -           | 14     | -16    |        |
| 2018-2019          | Banfield           | PD                 | 0          | 0          | CA              | 0               | 0               | -                  | -                  | -                  | -           | -           | -           | 0      | 0      |        |
| lug.-dic. 2019     | Estudiantes (BA)   | PBN                | 13         | -16        | CA              | 4               | -7              | -                  | -                  | -                  | -           | -           | -           | 17     | -23    |        |
| 2020               | Banfield           | PD                 | 0          | 0          | CA+CdL          | 0+1             | 0 + -2          | -                  | -                  | -                  | -           | -           | -           | 1      | -2     |        |
| 2021               | Banfield           | PD                 | 17         | -19        | CA+CdL          | 2+1             | -1 + -1         | -                  | -                  | -                  | -           | -           | -           | 20     | -21    |        |
| Totale Banfield    | Totale Banfield    | Totale Banfield    | 31         | -35        |                 | 5               | -6              |                    | 0                  | 0                  |             | -           | -           | 36     | -41    |        |
| 2022               | Patronato          | PD                 | 25         | -24        | CA+CdL          | 5+1             | -4 + -1         | -                  | -                  | -                  | -           | -           | -           | 31     | -29    |        |
| 2023               | San Lorenzo        | PD                 | 5          | -4         | CA+CdL          | 0               | 0               | CS                 | 0                  | 0                  | -           | -           | -           | 5      | -4     |        |
| 2024               | San Lorenzo        | PD                 | 9          | -11        | CA+CdL          | 3+12            | -3 + -10        | CL                 | 6                  | -5                 | -           | -           | -           | 30     | -29    |        |
| 2025               | San Lorenzo        | PD                 | 0          | 0          | CA              | 0               | 0               | -                  | -                  | -                  | -           | -           | -           | 0      | 0      |        |
| Totale San Lorenzo | Totale San Lorenzo | Totale San Lorenzo | 14         | -15        |                 | 15              | -13             |                    | 6                  | -5                 |             | -           | -           | 35     | -33    |        |
| Totale carriera    | Totale carriera    | Totale carriera    | 83         | -90        |                 | 30              | -31             |                    | 6                  | -5                 |             | -           | -           | 119    | -126   |        |

## Palmarès

### Club

#### Competizioni nazionali
- Copa Argentina: 1

Patronato: 2022